# Ri Cruin Cairn

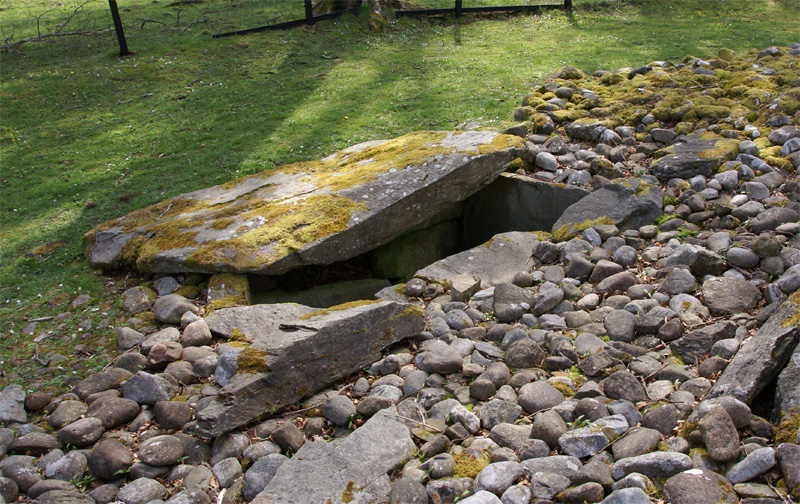
Buitenste grafkist van Ri Cruin Cairn

De Ri Cruin Cairn is een grafheuvel (cairn) uit de bronstijd, gelegen in Kilmartin Glen in de Schotse regio Argyll and Bute.

## Beschrijving
Ri Cruin Cairn, gebouwd 2000 v. Chr., heeft geen grafkamer en is onbedekt, waardoor de drie massieve grafkisten zichtbaar zijn. Twee liggen in de cairn en eentje erbuiten. De westelijke steen van de buitenste grafkist heeft aan de binnenzijde acht kervingen van bijlbladen. Een gekerfde versiering van een boot of een hallebaard is verloren gegaan bij een brand, maar een gipsafdruk is bewaard gebleven in het Royal Museum of Scotland te Edinburgh. De grafkist die het dichtst bij het midden ligt, is de oudste en de kist die het verst er vanaf ligt is de jongste.
De cairn is grotendeels gereconstrueerd maar moet oorspronkelijk negentien meter in diameter zijn geweest. De cairn werd ontdekt in 1830 en werd onderzocht in 1870, 1929 en 1936. Er werden enkel resten van gecremeerde botten gevonden.
Dit graf behoort tot de zogenaamde lineaire begraafplaats en is daarvan de meest zuidelijk gelegene. De andere graven zijn de drie Nether Largie Cairns en de Glebe Cairn. Ook de steenkringen van Temple Wood Stone Circles worden geacht onderdeel uit te maken van dit landschap.

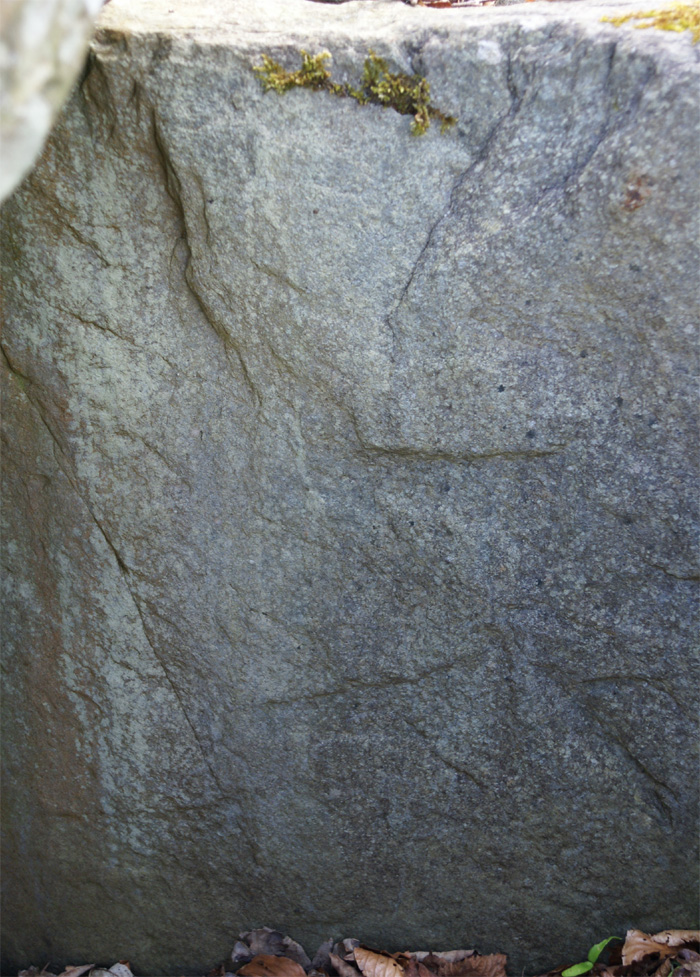
Ri Cruin Cairn: kervingen van bijlbladen in de buitenste grafkist

## Beheer
Ri Cruin Cairn wordt beheerd door Historic Environment Scotland, net als de Dunchraigaig Cairn.